# Julia Tjus
Julia Tjus (* im 20. Jh. in Wuppertal), bis 2012 Julia Becker, ist eine deutsche Physikerin und Hochschullehrerin für theoretische Plasma-Astroteilchenphysik.

## Biografie
Tjus studierte von 1999 bis 2004 Physik an der Universität Wuppertal. Im Anschluss promovierte sie bis 2007 an der TU Dortmund zum Thema Neutrinos on the rocks : on the phenomenology of potential astrophysical neutrino sources bei Wolfgang Rhode. Ihre Arbeit wurde 2007 als beste Physik-Dissertation an der TU Dortmund ausgezeichnet und erhielt den Rudolph Chaudoire-Preis der Universität. Anschließend forschte sie 2008 und 2009 im Rahmen eines Postdoc-Stipendiums an der Universität Göteborg in Schweden. 2009 erhielt sie einen Ruf auf die Juniorprofessur „Hochenergie-Teilchenastrophysik“ an der Ruhr-Universität Bochum, gefolgt 2012 von einer W2-Professur. Seit 2013 ist sie W3-Professorin auf dem Lehrstuhl für Theoretische Physik, insbesondere Plasma-Astroteilchenphysik, an der Ruhr-Universität Bochum.
Zusätzlich ist sie seit 2015 Direktorin des Ruhr Astroparticle and Plasma Physics Center (RAPP Center). Seit 2022 ist sie Sprecherin des Sonderforschungsbereiches 1491 „Das Wechselspiel der kosmischen Materie - von der Quelle bis zum Signal“. Als Associated Principal Investigator Physik ist sie am Lamarr-Institut für Maschinelles Lernen und Künstliche Intelligenz tätig. 2023 war sie Jubiläumsprofessorin an der Chalmers University of Technology in Göteborg und förderte dabei die Zusammenarbeit von Radio- und Neutrinoastronomie, organisierte internationale Konferenzen und gemeinsame Forschungsprojekte. Seit März 2025 ist sie dort assoziierte Professorin am Department of Space, Earth and Environment.
Tjus ist gewähltes Mitglied und Sprecherin des Fachkollegiums Astronomie und Astrophysik der Deutschen Forschungsgemeinschaft. Sie wurde 2023 in den Vorstand der Astronomischen Gesellschaft gewählt und engagiert sich im Steering Board der Hochenergie-Division in der Internationalen Astronomischen Union.

## Forschungsschwerpunkte
Tjus forscht an theoretischen Berechnungen von Teilchentransport und Wechselwirkungen in astrophysikalischen Umgebungen, besonders zur Messung und Interpretation von Signaturen in der Astroteilchenphysik. Ihre Arbeiten, unter anderem im Rahmen der IceCube-Kollaboration, leisten wichtige Beiträge zur Astroteilchenphysik, insbesondere zur Neutrinoastronomie und zur Erforschung der kosmischen Strahlung.
In ihrer Arbeit kombiniert sie Plasmaphysik und Teilchenphysik mit astrophysikalischen Prozessen, um die messbaren Signaturen von astrophysikalischen Teilchen und Strahlen in Observatorien nachzuvollziehen. Sie modelliert teilchenphysikalische Prozesse in den Quellen ebenso wie die Ausbreitung durch das interstellare Medium und seine Magnetfelder bis zur Erde. Ihr Interesse gilt dabei der höchstenergischen kosmischen Strahlung (ultra high energy cosmic rays, UHECR), und dabei sowohl geladenen Teilchen, als auch Gammastrahlung und Neutrinos. Als Quellen für die UHECR kommen vor allem Supernova-Reste und aktive Galaxienkerne in Betracht. Sie entwickelt dazu numerische Modelle und setzt Machine Learning zur Auswertung großer Datenmengen ein.
Seit 2002 ist sie an Aufbau und Betrieb des Neutrino-Observatoriums IceCube beteiligt. Sie arbeitet an der Planung des Cherenkov Telescope Array Observatory (CTA) mit.

## Auszeichnungen und Ehrungen
- 2015: Young Scientist Award der IUPAP, Commission 4 (Astroparticle Physics)[11]
- 2015: Physics World Breakthrough of the Year an die gesamte IceCube-Kollaboration[11]
- 2023: Jubiläumsprofessorin an der Chalmers University of Technology, Schweden[2]
- 2025: Ehrendoktor der Chalmers University of Technology[2]

## Publikationen (Auswahl)
- Julia K. Becker: Neutrinos on the rocks : on the phenomenology of potential astrophysical neutrino sources (Dissertation). Technische Universität Dortmund, Dortmund 2007, DNB 997774355 (tu-dortmund.de [PDF]).
- Julia K. Becker: High-energy neutrinos in the context of multimessenger astrophysics. In: Physics Reports. Band 458, Nr. 4-5, März 2008, S. 173–246, doi:10.1016/j.physrep.2007.10.006.
- Julia K. Becker, John H. Black, Florian Schuppan: Tracing the Sources of Cosmic Rays with Molecular Ions. In: The Astrophysical Journal. Band 739, Nr. 2, 1. Oktober 2011, ISSN 2041-8205, S. L43, doi:10.1088/2041-8205/739/2/L43.
- Mehmet Guenduez, Julia Becker Tjus, Björn Eichmann, Francis Halzen: Cosmic Ray Cradles in the Galaxy. In: Zbigniew Szadkowski (Hrsg.): Cosmic Rays. InTech, 2018, ISBN 978-1-78923-592-0, doi:10.5772/intechopen.75429.
- J. Dörner, J. Becker Tjus, P. S. Blomenkamp, H. Fichtner, A. Franckowiak, E. M. Zaninger: Impact of Anisotropic Cosmic-Ray Transport on the Gamma-Ray Signatures in the Galactic Center. In: The Astrophysical Journal. Band 965, Nr. 2, 1. April 2024, ISSN 0004-637X, S. 180, doi:10.3847/1538-4357/ad2ea1.
- Emma Kun, Imre Bartos, Julia Becker Tjus, Peter L. Biermann, Anna Franckowiak, Francis Halzen, Santiago del Palacio, Jooyun Woo: Possible correlation between unabsorbed hard x rays and neutrinos in radio-loud and radio-quiet active galactic nuclei. In: Physical Review D. Band 110, Nr. 12, 5. Dezember 2024, ISSN 2470-0010, doi:10.1103/PhysRevD.110.123014.